# Wim van der Horst (voetballer)
Wim van der Horst (11 augustus 1956) is een voormalig Nederlands betaald voetballer. De middenvelder kwam het grootste gedeelte van zijn profloopbaan uit voor FC Den Bosch, waarvoor hij meer dan 250 competitiewedstrijden speelde.

## Sportieve loopbaan
Van der Horst begint met voetballen bij de Utrechtse amateurclub Sint Maarten, die later Sporting '70 gaat heten. Na een overstap naar SV HMS in Utrecht komt hij via AZ '67 terecht bij FC Den Bosch in de eerste divisie, waar hij acht seizoenen blijft, waarvan de laatste drie in de eredivisie. Een van zijn persoonlijke hoogtepunten uit die tijd is een 3-0-overwinning op Ajax in 1983/84, waarbij Van der Horst alle drie de doelpunten maakt. Na korte dienstverbanden bij FC Utrecht en Willem II bouwt hij af bij de Bossche amateurvereniging RKVV Wilhelmina.
Van der Horst blijft na zijn actieve sportcarrière werken in de voetbalwereld. Hij bekleedt sinds 2001 verschillende posities bij, wederom, FC Den Bosch. Hij begint er als assistent-trainer, waarna hij in het seizoen 2004/05 een tijd hoofdcoach is. Sinds later dat seizoen werkt Van der Horst als trainer van verschillende jeugdteams van de Brabantse club.
In het seizoen 2008/09 start Van der Horst aan zijn eerste klus als trainer van een amateurvereniging. Met RKVV Sint-Michielsgestel behaalt hij in zijn eerste jaar als hoofdcoach de titel in de 3e klasse en promoveert hij naar de 2e Klasse.
De Bossche band band 'Zout' schreef in 2009 een ode aan de drie doelpunten die Van der Horst maakte tegen Ajax. De driepunter op 16 oktober 1983 wordt eer aangedaan in het nummer Spelen met Vuur.

## Clubstatistieken
| Seizoen  | Club         | Competitie     | Duels | Goals |
| -------- | ------------ | -------------- | ----- | ----- |
| 1977-'78 | AZ '67       | Eredivisie     | 2     | 0     |
| 1978-'79 | FC Den Bosch | Eerste divisie | 34    | 6     |
| 1979-'80 | FC Den Bosch | Eerste divisie | 33    | 5     |
| 1980-'81 | FC Den Bosch | Eerste divisie | 35    | 6     |
| 1981-'82 | FC Den Bosch | Eerste divisie | 34    | 7     |
| 1982-'83 | FC Den Bosch | Eerste divisie | 30    | 17    |
| 1983-'84 | FC Den Bosch | Eredivisie     | 33    | 14    |
| 1984-'85 | FC Den Bosch | Eredivisie     | 31    | 3     |
| 1985-'86 | FC Den Bosch | Eredivisie     | 31    | 0     |
| 1986-'87 | FC Utrecht   | Eredivisie     | 17    | 0     |
| 1987-'88 | Willem II    | Eredivisie     | 23    | 3     |
| Totaal   | Totaal       | Totaal         | 303   | 61    |